# Takiwasi
Takiwasi (del quechua: taki = música y wasi = casa; 'la casa que canta') es un centro de rehabilitación de toxicómanos a través de la medicina tradicional amazónica, fundado en 1992 y con sede en Tarapoto, Perú, por Jacques Mabit y Rosa Giove.
El centro es dirigido por Jaime Torres Romero. A través de rituales de ayahuasca, purgas de plantas, dietas amazónicas y sesiones individuales y grupales de psicoterapia tratan pacientes con problemas de drogodependencia locales y extranjeros.
Takiwasi es una asociación civil sin fines de lucro, reconocida como comunidad terapéutica con autorización de funcionamiento otorgada por la Dirección Regional de Salud San Martín (DIRES). Además es un centro de investigación reconocido por parte del Consejo Nacional de Ciencia, Tecnología e Innovación Tecnológica (CONCYTEC).
En el centro también se realizan congresos sobre medicina tradicional y se edita la revista Takiwasi, en donde se publican artículos académicos sobre investigaciones relacionadas al uso de la medicina tradicional amazónica.
Dentro del centro, se encuentra un jardín botánico de plantas medicinales con más de 80 especies, un laboratorio farmacéutico, un espacio de residencia para pacientes, una biblioteca y dos malocas.

### Filmografía
- Mark Ellam (director) (2011). The Jungle Prescription (La receta de la selva). Nomad Films.  Escena en 45 minutos. Consultado el 30 de diciembre de 2019.

- Datos: Q67410550
- Multimedia: Centro Takiwasi / Q67410550